# الکساندر لاویکین
الکساندر لاویکین (به انگلیسی: Aleksandr Laveykin) فضانورد اهل اتحاد شوروی است که در ۲۱ آوریل ۱۹۵۱ در مسکو زاده شد. وی در مأموریت میر ئی‌او-۲، سایوز تی‌ام-۲ حضور داشته است.